# Hyttyjärvi
Hyttyjärvi är en sjö i Kiruna kommun i Lappland och ingår i Torneälvens huvudavrinningsområde. Sjön har en area på 0,1 kvadratkilometer och ligger 320 meter över havet. Hyttyjärvi ligger i Torne och Kalix älvsystem Natura 2000-område. Sjön avvattnas av vattendraget Pruukinjoki. Vid Kotijoki, en bäck som rinner till Hyttyjärvi från den nästan torrlagda sjön Kotijärvi i söder, låg den hytta där kopparmalm från gruvan i Svappavaara smältes från 1656 till 1785.

## Delavrinningsområde
Hyttyjärvi ingår i det delavrinningsområde (751218-172333) som SMHI kallar för Mynnar i Luongasjoki. Medelhöjden är 389 meter över havet och ytan är 38,97 kvadratkilometer. Det finns inga avrinningsområden uppströms utan avrinningsområdet är högsta punkten. Pruukinjoki som avvattnar avrinningsområdet har biflödesordning 3, vilket innebär att vattnet flödar genom totalt 3 vattendrag innan det når havet efter 356 kilometer. Avrinningsområdet består mestadels av skog (80 procent). Avrinningsområdet har 1,3 kvadratkilometer vattenytor vilket ger det en sjöprocent på 3,3 procent. Bebyggelsen i området täcker en yta av 0,7 kvadratkilometer eller 2 procent av avrinningsområdet.